# Lijst van weg- en veldkapellen in Valkenswaard
Dit is een onvolledige lijst van veldkapellen in de gemeente Valkenswaard. Kapelletjes komen vooral in het zuiden van Nederland voor en werden dikwijls gebouwd ter verering van een heilige.
| Kapel                                     | Adres                  | Plaats       | Bouwperiode | Architect | Foto |
| ----------------------------------------- | ---------------------- | ------------ | ----------- | --------- | ---- |
| Mariakapel                                | Bruggerdijk            | Borkel       |             |           |      |
| Mariakapel                                | Kerkakkerstraat        | Dommelen     | 1957        |           |      |
| Mariakapel                                | Dorpstraat             | Schaft       |             |           |      |
| Grafkapel (Fam. Maas-Leen)                | Begraafplaats, Centrum | Valkenswaard | 1883        |           |      |
| Onze-Lieve-Vrouw van de Drie Bruggenkapel | Zeelberg               | Valkenswaard |             |           |      |